# Drie Zusters (landbouwtechniek)

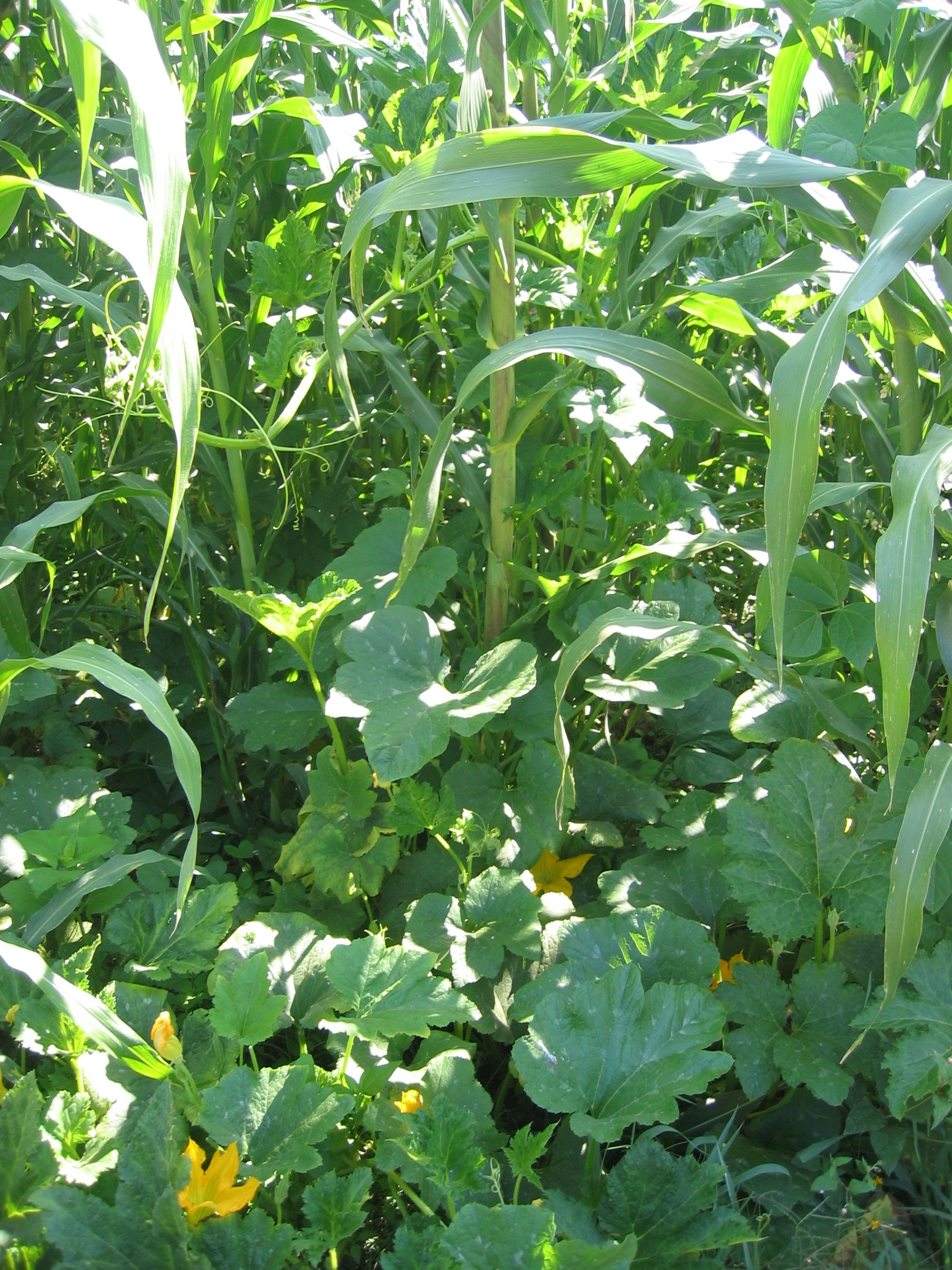
Traditionele combinatie- of mengteelt van Maïs, Bonen en Pompoenen, lokaal milpa genoemd, reeds toegepast door de Maya en Azteken. Beeld van de Mixtepec-regio in Mexico

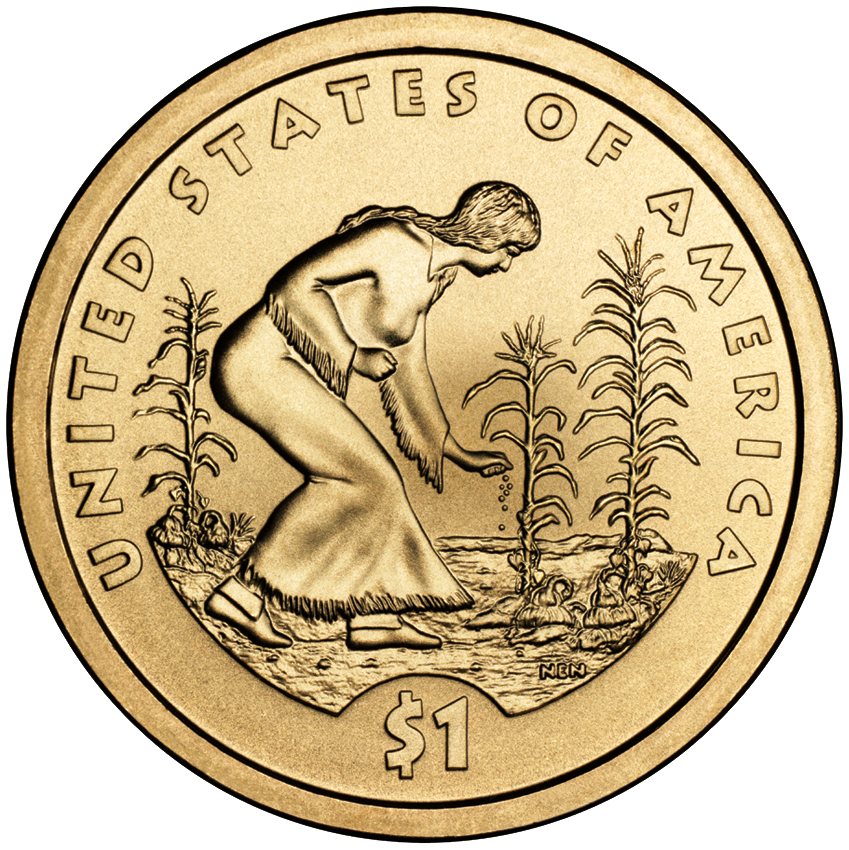
Drie Zusters voorgesteld op de achterzijde van een Sacagawea U.S. Dollarmunt uit 2009

Drie Zusters is een landbouwtechniek uit het precolumbiaanse Noord-Amerika. Het is een vorm van polycultuur, met name meng- of combinatieteelt, waarbij drie gewassen, in het bijzonder maïs, bonen en pompoen, samen geteeld worden. De ontwikkeling van deze methode nam ongeveer 5000 jaren in beslag. Pompoen werd ongeveer 8 000 tot 10 000 jaar geleden gecultiveerd, daarna volgde maïs en nog later bonen. De Drie Zusters zijn ontstaan in het historische Midden-Amerika, de drie planten en de landbouwmethode verspreidden zich daarna noordwaarts, tot bij de Mandan en Irokezen, die deze techniek aanwendden voor voeding en handel.
De Indianen plantten hun maïs, bonen (in het zuidwesten van de Verenigde Staten en Mexico waren dat Phaseolus acutifolius, pronkboon en gewone boon) en pompoen in één veld. Eerst wordt de maïs aangeplant in aardehoopjes van 30 cm hoog in een diameter van 50 cm afstand van elkaar. In het Atlantische noordoosten van Amerika werd er aan deze aardehoopjes ook rotte vis toegevoegd als extra bemesting voor de voedselarme bodem.
Zodra de maïsplanten 15 cm hoog zijn, worden de bonen en de pompoenen ertussen uitgezaaid of geplant. Deze drie gewassen profiteren van elkaar. De maïs fungeert als bonenstaak voor de klimmende bonen en gedeeltelijk ook voor de pompoen. De pompoen kruipt over de grond en weert daardoor onkruid. De behaarde stengels en scheuten hinderen schadelijke insecten. Doordat de pompoen niet plat tegen de bodem ligt creëren de bladeren een microklimaat dat vocht vasthoudt, afgeschermd van het zonnelicht. De bonen binden, in symbiose met bacteriën, stikstof in hun wortelknollen, een meststof die de maïs en de pompoen uit de grond halen. Maïs bevat geen lysine en tryptofaan, aminozuren die het menselijk lichaam nodig heeft voor de vorming van proteïnen en nicotinezuur. De bonen hebben beide aminozuren wel, de combinatie van beide vruchten vormt een evenwichtig dieet.
Het basisvoedsel van de Maya in Centraal-Amerika bestond uit pompoen, bonen en maïs, in het boek Popol Vuh wordt daar melding van gemaakt. Zoals hun mythologie en ideologie aantonen lag bij hen de nadruk op maïs, die bereid werd door nixtamalisatie.
De Drie Zusters werden ook toegepast vanaf het jaar 800 langs de Mississippi in de stadstaat Cahokia, in het huidige Illinois, bij de stad Saint Louis in Missouri. De goede oogstresultaten waren een voorwaarde voor het ontstaan van de bloeiende Mississippicultuur en Muscogee die rond 1600 ten gronde gingen na direct contact met Spaanse ontdekkingsreizigers, die onder meer dodelijke ziekten overbrachten.
Bij de Irokese volkeren, met name de Seneca die het huidige oostelijke grensgebied van Canada met de Verenigde Staten bewoonden, was landbouw, waaronder Drie Zusters, een vrouwenaangelegenheid. Mannen hielpen bij de aanleg van de velden, vrouwen plantten, wiedden en oogstten.

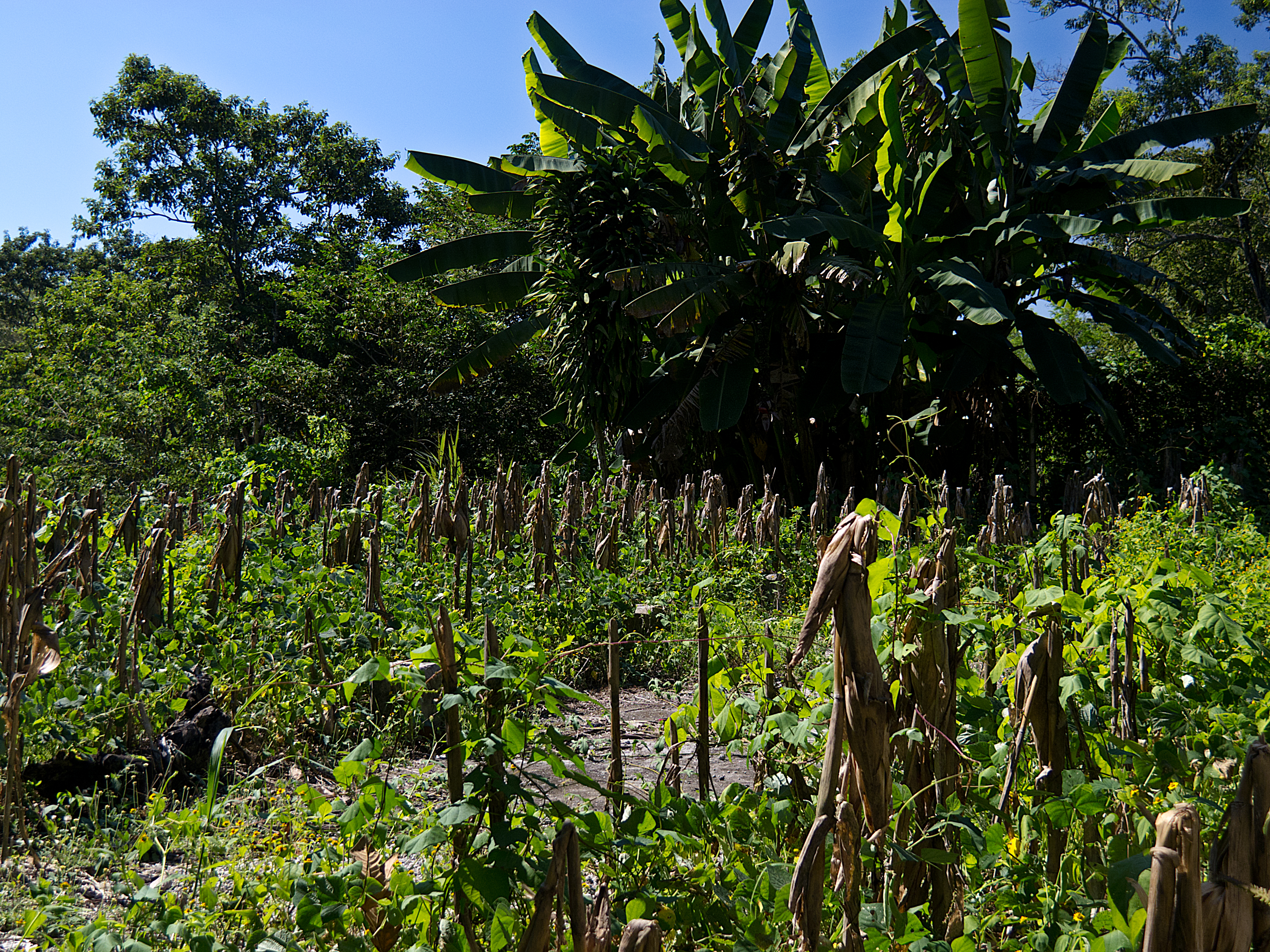
Een typische moderne milpa in Centraal-Amerika. De maïsplanten zijn gebogen en verdroogd, kolven incluis, om te dienen als staken voor bijvoorbeeld bonen. De niet-inheemse bananen, op de achtergrond, zijn geïntegreerd in de lokale moderne landbouwmethoden

Verschillende Indiaanse volkeren hebben variaties van deze techniek ontwikkeld. De milpa's in Centraal-Amerika zijn grote velden of tuinen waar meerdere planten worden gecombineerd.  De Pueblocultuur paste deze methode aan in de droge savannegebieden met veel doornstruiken. De Tewa en andere inheemse volkeren in het zuidwesten van de huidige Verenigde Staten zetten een vierde plant in, de Cleome Serrulata, die bijen en andere bestuivende insecten lokt.

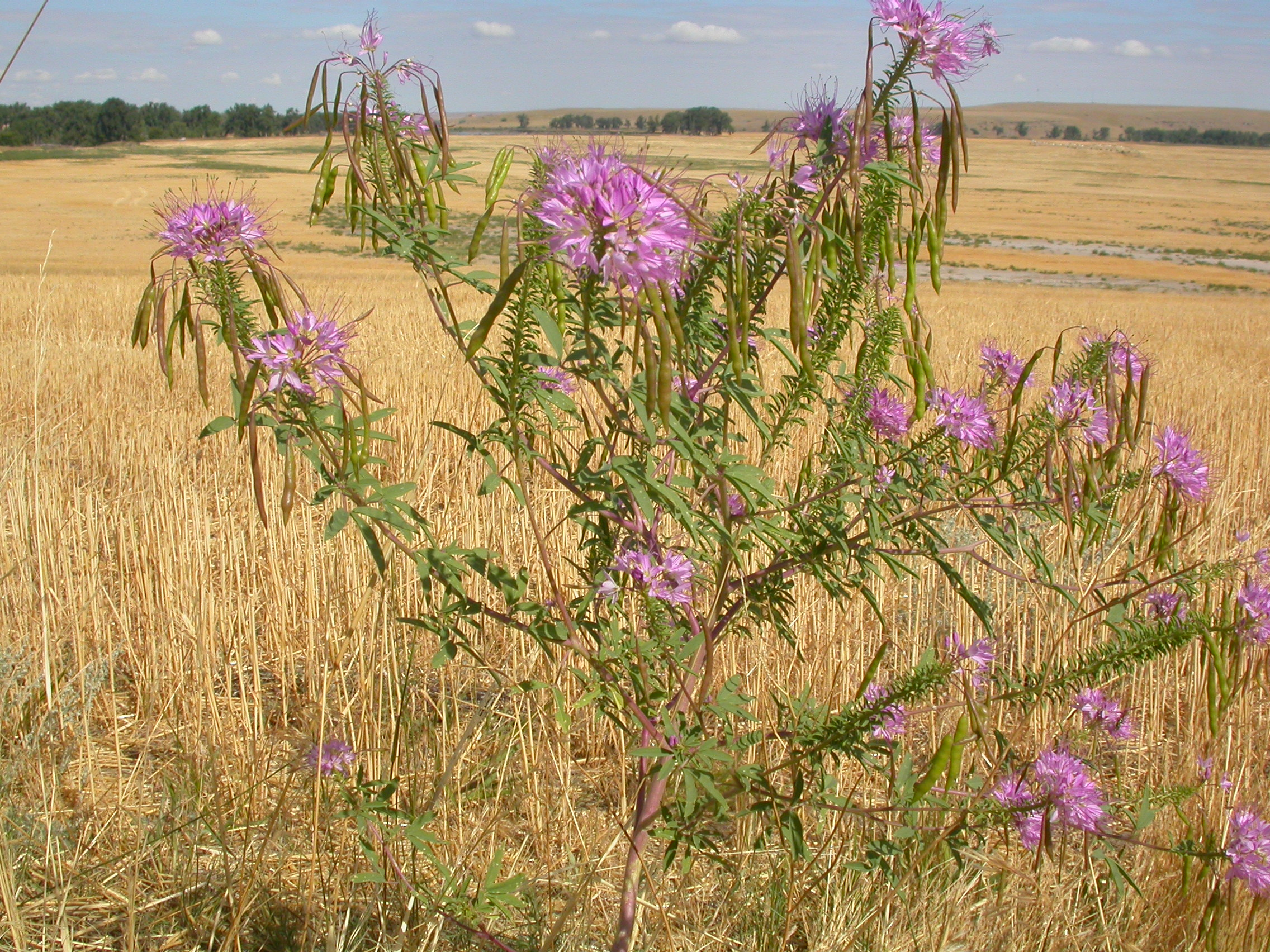
Cleome serrulata of Rocky Mountain beeplant, eenjarig en inheems in het westen van Noord-Amerika